# Herbert Schuberth
Herbert Schuberth (* 4. November 1920 in Jonsdorf, Böhmische Schweiz) ist ein ehemaliger deutscher Politiker (SED). Er war unter anderem Oberbürgermeister der Stadt Halle (Saale).

## Leben
Schuberth wurde als Sohn einer Arbeiterfamilie geboren. Er besuchte die Volks- und Berufsschule und absolvierte eine Lehre zum Klempner und Installateur. Er war Mitglied des Arbeiterturnvereins und der Sozialistischen Jugend der Tschechoslowakei. Von 1939 bis 1945 musste er Kriegsdienst bei der deutschen Wehrmacht leisten. Im Krieg verlor er seinen rechten Arm.
Nach Kriegsende war Schuberth 1945/46 zunächst Arbeiter in einer Zuckerfabrik. 1945 trat er der Kommunistischen Partei Deutschlands bei und wurde 1946 Mitglied der Sozialistischen Einheitspartei Deutschlands (SED). Von 1946 bis 1948 war er Instrukteur der SED-Kreisleitung Delitzsch, dann 1948 Angestellter im Volkspolizeirevier Landsberg und 1948/49 Geschäftsführer der CT Lichtspiele Landsberg.
Von Februar 1949 bis Juni 1951 fungierte er als Bürgermeister der Stadt Landsberg, von Juli 1951 bis Mai 1952 als Bürgermeister der Stadt Wettin. Anschließend war er Vorsitzender des Rates des Stadtbezirkes II der Stadt Halle. Von 1952 bis 1955 studierte er an der Parteihochschule „Karl Marx“ der SED mit Abschluss als Diplom-Gesellschaftswissenschaftler. Von 1955 bis 1957 war Schuberth Oberbürgermeister der Stadt Halle.